# Phare de Farewell Spit
Le phare de Farewell Spit est un phare situé le cordon littoral au bout du cap Farewell dans la région de Tasman (île du Sud), en Nouvelle-Zélande.

## Histoire
Ce phare métallique , construit en 1897, a remplacé une tour en bois octogonale de 34 m mis en service le 17 juin 1870 sur Farewell Spit qui n'avait pas résisté aux intempéries. Il est le seul phare de ce type en Nouvelle-Zélande. La lampe à huile d'origine a été convertie en une lampe électrique de 1.000 watts en 1954 et l'alimentation électrique au diesel a été remplacée par un câble électrique enterré le long de l'isthme en 1966. Sa lentille de Fresnel d'origine a été enlevé en 1999 et exposé dans les locaux de la station. Elle a été remplacée par une balise moderne à rotation avec une ampoule halogène. Le phare a été entièrement automatisé et le dernier gardien de phare a été retiré en 1984. La maison du gardien de phare et deux bâtiments d'hébergement sont toujours entretenus pour être utilisés par le ministère de la Conservation, Maritime New Zealand (en) et des groupes de touristes.
Le phare se trouve sur une zone protégée (Farewell Spit and Puponga Farm Park pour la nidifications d'oiseaux marins. Le site est accessible à pied et les visiteurs peuvent monter par l'escalier jusqu'à la plateforme.

## Description
Le phare  est une tour quadrangulaire métallique à claire-voie, avec une galerie et une lanterne  de 27 m de haut. Le phare est peint en blanc et la lanterne et le local technique, au-dessus de la plateforme sont peints orange avec un dôme peint en gris. La maison de gardien d'un étage en bois se trouve à proximité. Son feu à secteurs émet, à une hauteur focale de 30 m, un éclat blanc et rouge, selon secteurs, par période de 15 secondes. Sa portée est de 19 milles nautiques (environ 35 km) pour le feu blanc et 15 milles nautiques (environ 28 km) pour le feu rouge.
Identifiant : ARLHS : NZL-022 - Amirauté : K4182 - NGA : 4920 .
|               |
| Farewell Spit |

|          |
| Le phare |

|          |
| Le phare |

### Lien connexe
- Liste des phares de Nouvelle-Zélande